# 佩滕盆地
佩滕盆地（西班牙語：Cuenca del Petén）是瑪雅低地的一個地理分區，主要位於危地馬拉北部的貝登省，並延伸至墨西哥東南部的坎佩切州。
在前哥倫布時期中部美洲編年法的前古典期末年和古典期，許多瑪雅文明的主要中心都蓬勃發展，例如蒂卡爾和卡拉克穆爾。這衍生出獨特的佩滕風格瑪雅建築和銘文。考古遺跡拉蘇弗里卡亞和霍爾穆爾也位於該地區。

## 歷史

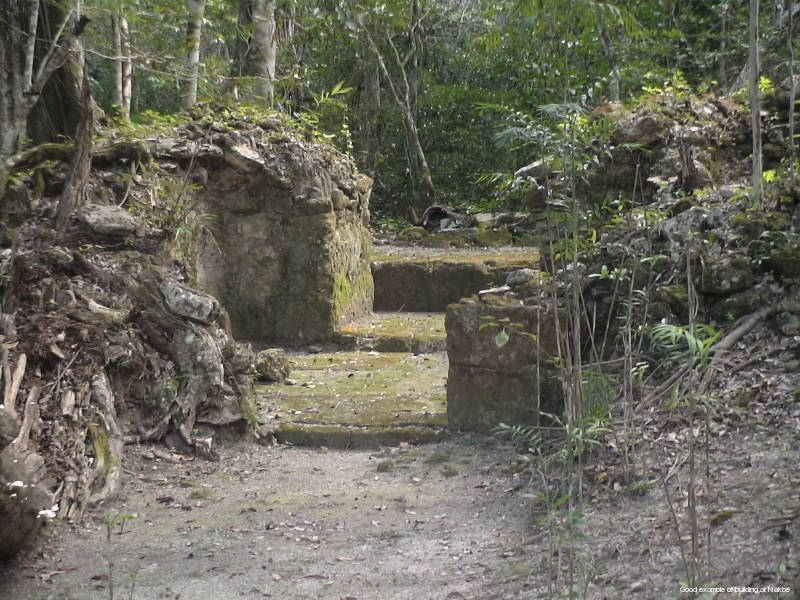
納克貝，前古典期中葉（公元前 600 年）宫殿遺跡，位於米拉多爾盆地

到公元前一世纪上半業，當地的佩滕和米拉多爾盆地已經建立了許多瑪雅文明的遗址和城市。中美洲年代学前古典期的重要玛雅遗址包括米拉多爾盆地的納克貝（Nakbé）、米拉多爾（El Mirador）、納赫通（Naachtun）、聖巴爾托洛（San Bartolo）和西瓦爾（Cival）。

### 古典期

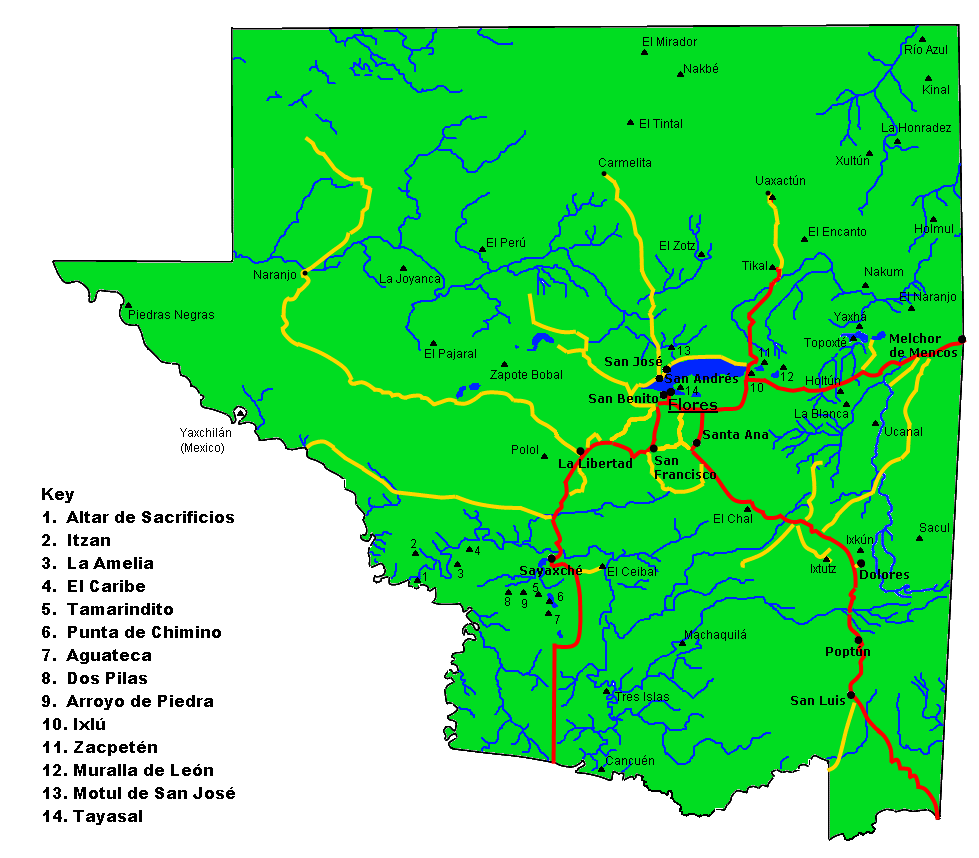
貝登省地图，显示主要定居点和考古遗址。

後來，佩滕成為瑪雅古典期（約公元200−900年）的中心地帶。據估計，在750年左右的鼎盛時期，佩滕盆地居住着數百萬人，是當時世界上人口最稠密的地區之一。一些地區估計每平方公里有約2,000人。中部美洲農業非常粗放，有證據表明，不可持續的過度耕作导致土地枯竭，引發饑荒，這是當地古典瑪雅政權崩潰的一個重要因素。據估計，從九世紀中葉到十世紀中葉，人口減少了三分之二。
考古遺址
佩滕盆地的考古遺址保留了古典瑪雅的重要遺迹，例如：
- 烏蘇馬辛塔河畔：瓦沙克通（英语：Uaxactún）、蒂卡爾、霍爾穆爾（英语：Holmul）、拉蘇弗里卡亞（英语：La Sufricaya）、馬查奎拉（英语：Machaquilá）、納蘭霍、納庫姆（英语：Nakum）、彼德拉斯內格拉斯（英语：Piedras Negras (Maya site)）、獻祭者祭壇遺址（英语：Altar de Sacrificios）
- 聖佩德羅馬蒂爾河上：瓦卡（又名秘魯）（英语：El Perú (Maya site)）
- 佩泰斯巴通湖（英语：Petexbatún）地區：塞瓦爾（英语：Ceibal）和阿瓜特卡（英语：Aguateca）
- 帕西翁河上：坎昆
- 亞什阿湖：托博斯特（英语：Topoxté）和亞什阿（英语：Yaxhá）

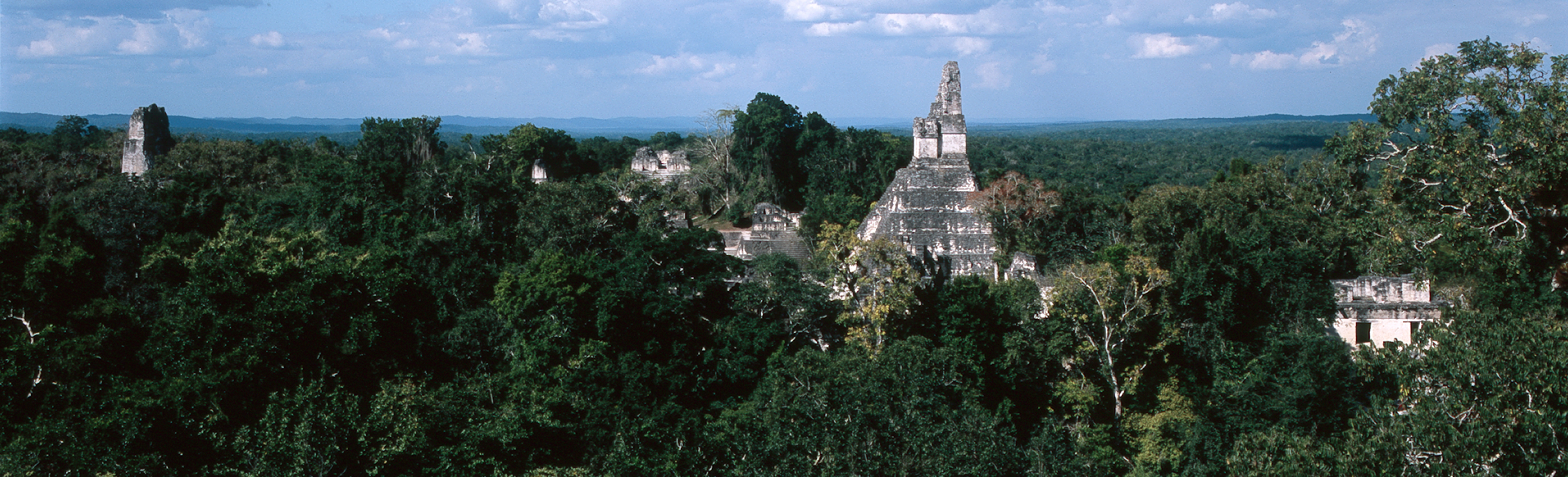
蒂卡尔，矗立在丛林树冠之上。

蒂卡尔国家公园是少數同時因考古和生物多樣性原因被指定為世界遺產的地點。 在蒂卡尔發現了數千座曾經居住着崇拜者和工人的房屋所遺留的土堆。 

### 西班牙殖民时期
古典期崩潰後，當地人口持續急劇下降，特别在歐洲探險家引入天花之後。天花瘟疫於1519年或1520年左右到來，比第一批歐洲人到達該地區早了幾年。埃爾南·科爾特斯於1524年至1525年間率領第一支探險隊穿過佩滕盆地，並報稱該地區多數都是被茂密森林隔開的小村莊，塔亞薩爾是他們能找到的唯一一個有人居住的大型城市。
科爾特斯遠征之後，西班牙殖民者歷經世代，致力於嘗試征服佩滕盆地，多次主要從伯利兹和上維拉帕斯進行，直到1697年左右從尤卡坦、伯利兹和科萬向上維拉帕斯的遠征，成功征服了最後一些獨立的瑪雅政體，如扎克佩滕（科沃赫玛雅人的首府）、伊察瑪雅人的中心塔亞薩爾，以及佩滕伊察湖地區的其他城镇，如奎西爾（玛雅语：Ek'ixil）和亚拉因。（參見：西班牙征服尤卡坦）。
西班牙小鎮弗洛雷斯是在塔亞薩爾原址上建立的，但在新西班牙總督轄區的殖民地時期乃至墨西哥獨立後，這裡仍然是個與世隔絕的落後地方。1840年代，當危地馬拉總統拉斐爾·卡雷拉派遣一支小隊到弗洛雷斯，將該地區併入危地馬拉，墨西哥政府和尤卡坦州政府认为佩滕盆地地區沒有爭奪意義而放棄當地。